# 教行院
教行院（きょうぎょういん）は、京都府京都市上京区小川通寺ノ内上る本法寺前町にある日蓮宗の寺院。由緒寺院本法寺の塔頭（教行院の他に尊陽院と教蔵院がある）。親師法縁。

## 歴史
- 上洛した長谷川等伯（安土桃山時代の画家）がここに居住し、また作品を制作したことで知られる。

## 教行院過去帳
- 長谷川等伯とその一族、等伯の生家奥村家の一族、刀剣研磨鑑定などを家業とした本阿弥家の一族、五十嵐派（蒔絵師）の一族等が名を連ねている。

## 参考資料
- 日蓮宗寺院大鑑編集委員会『宗祖第七百遠忌記念出版 日蓮宗寺院大鑑』大本山池上本門寺 (1981年)
- 『長谷川等伯展』石川県立七尾美術館（2017年）
- 北国新聞 2017年4月15日